# Stefan Plohberger
Stefan Plohberger OCist (* 5. Oktober 1898 in Alkoven als Reinhold Plohberger; † 7. Mai 1977 in Wilhering) war ein österreichischer römisch-katholischer Geistlicher, Zisterzienser, Forstmeister und Gegner des Nationalsozialismus.

## Leben
Reinhold Plohberger trat in das Stift Wilhering ein und nahm den Ordensnamen Stefan an. 1923 legte er die feierliche Profess ab. 1924 wurde er zum Priester geweiht. Von 1924 bis 1928 studierte er Forstwirtschaft in Wien und schloss als Diplom-Ingenieur ab und war von 1930 bis 1971 der Forstmeister des Stiftes. Er wurde 1939 zur Wehrmacht eingezogen und war Leutnant in Ebelsberg bei Linz.
Als Mitglied der Widerstandsorganisation Großösterreichische Freiheitsbewegung in der Gruppe Jacob Kastelic wurde er am 26. Juli 1940 von der Gestapo festgenommen und wie sein Abt Bernhard Burgstaller und mehrere Mitbrüder im Frühjahr 1941 in das Gefängnis Anrath bei Krefeld (heute: Justizvollzugsanstalt Willich I) gebracht. Er wurde am 13. Juli 1944 vom Volksgerichtshof wegen Vorbereitung zum Hochverrat zu 8 Jahren Zuchthaus verurteilt und blieb bis zum 29. April 1945 in Haft. Er kehrte am 23. Mai 1945 in das Kloster zurück und blieb dort bis zu seinem Tod.